# Просрпске странке у Црној Гори
Просрпске странке у Црној Гори су политичке странке које у програмском смислу нису дефинисане као националне странке, али у политичкој пракси имају позитиван однос према појединим кључним питањима која се односе на положај српског народа у Црној Гори. У просрпске странке у Црној Гори убраја се неколико партија које су примарно дефинисане као грађанске странке, те стога у својим називима немају национални предзнак било које врсте, али се не само у теорији већ и у пракси залажу за поштовање права свих заједница, а самим тим и српског народа у Црној Гори. У том смислу, просрпске странке се залажу за поштовање пуне уставне, законске и сваке друге равноправности српског народа у Црној Гори, признавање равноправне употребе српског језика у Црној Гори и несметано дјеловање Српске православне цркве у Црној Гори. Због таквих начелних ставова, значајан дио српског бирачког тијела у Црној Гори је на свим досадашњим изборима, још од увођења вишестраначког система 1990. године, гласао управо за просрпске странке, од којих су неке и опстајале на политичкој сцени управо захваљујући српским гласовима.
Просрпске странке у Црној Гори не треба поистовјећивати са српским странкама, које су програмски дефинисане као српске националне партије те стога имају српске одреднице у својим називима, за разлику од просрпских странака које такву одредницу немају. Насупрот просрпским и српским странкама стоје разне несрпске странке, међу којима посебну групу чине антисрпске странке у Црној Гори, чија је делатност уперена против интереса српског народа у тој држави.

## Активне просрпске странке у Црној Гори
У садашње просрпске странке спадају, по редоследу оснивања:
- Социјалистичка народна партија Црне Горе (СНП) - парламентарна странка, основана 1998. године.
- Нова српска демократија (НСД)  - парламентарна странка, основана 2009. године.
- Демократска народна партија Црне Горе (ДНП) - парламентарна странка, основана 2015. године.
- Права Црна Гора (ПЦГ) - ванпарламентарна странка, основана 2018. године.

## Угашене просрпске странке у Црној Гори
У бивше просрпске странке спадају, по редоследу оснивања:
- Народна демократска странка (НДС) - бивша ванпарламентарна странка, постојала од 1992. до 1996. године, када се укључила у стварање Српске саборне странке.
- Отаџбинска странка (ОС) - бивша ванпарламентарна странка, постојала од 1997. до 1999. године, када се укључила у стварање Српске странке.
- Народна социјалистичка странка Црне Горе (НСС) - бивша парламентарна странка, постојала од 2001. до 2009. године, када се укључила у стварање Нове српске демократије.
- Демократски центар Боке (ДЦБ) - бивша ванпарламентарна странка, основана 2008. године, угашена након 2012. године, а из регистра избрисана 2017. године.
- Покрет за Пљевља (ПЗП) - бивша партија, која је као политичка странка постојала од 2015. до 2018. године, када се колективно прикључила Правој Црној Гори.

## Странке са променљивим односом према српском питању
- Народна странка - основана 1990. године, након чега је пролазила кроз различите фазе политичког развоја, током којих се кретала од првобитних просрпских ставова, преко саучествовања у антисрпској политици (1997-2000), до повратака на првобитне ставове након 2001. године.
- Демократска странка јединства (ДСЈ) - основана 2006. године, након чега је пролазила кроз различите фазе политичког развоја и повремене унутрашње ломове и подјеле током којих је имала различит однос према српском питању у Црној Гори